# Phyllophorella brevicerca
Phyllophorella brevicerca är en insektsart som beskrevs av Heinrich Hugo Karny 1924. Phyllophorella brevicerca ingår i släktet Phyllophorella och familjen vårtbitare. Inga underarter finns listade i Catalogue of Life.